# Franciszek Konior
Franciszek Konior (ur. 24 stycznia 1924 w Międzybrodziu Bialskim, zm. 25 marca 1988) – polski działacz partyjny i samorządowy, były I sekretarz Komitetu Miejskiego PZPR w Kętach, w latach 1975–1982 naczelnik i prezydent Oświęcimia.

## Życiorys
Syn Aleksandra i Karoliny. W 1954 wstąpił do Polskiej Zjednoczonej Partii Robotniczej. Od 1956 do 1957 należał do Komitetu Miejskiego PZPR w Wilamowicach, a od 1956 do 1974 do Komitetu Powiatowego w Oświęcimiu (od 1958 także do jego egzekutywy). Równocześnie pomiędzy marcem 1957 a grudniem 1959 pozostawał I sekretarzem Komitetu Miejskiego PZPR w Kętach, a następnie do marca 1965 – sekretarzem ds. rolnych Komitetu Powiatowego. W 1965 został przewodniczącym Prezydium Powiatowej Rady Narodowej w Oświęcimiu. 27 lipca 1975 powołany na stanowisko naczelnika Oświęcimia, 30 marca 1979 zostało ono przekształcone w funkcję prezydenta miasta po przekroczeniu liczby 50 tysięcy mieszkańców. Zajmował je najpóźniej do 1982.
Został pochowany na Cmentarzu Komunalnym w Oświęcimiu.